# Koksijde Internationaal Folklore Festival
Het Koksijde Internationaal Folklore Festival, veelal afgekort KIFF genoemd, is een week lang durend folklorefestival in de West-Vlaamse plaats Koksijde-bad.

## Geschiedenis
Reeds in 2001 werd er geopperd een folklorefestival te organiseren in samenwerking met de Franse plaats Bray-Dunes. Aanvankelijk lokte dit wat scepticisme uit, maar vanaf het prille begin kende dit festival een groot succes. Het gratis festival vindt jaarlijks plaats op het Theaterplein voor het nieuwe gemeentehuis van Koksijde en brengt groepen van over de hele wereld op het podium.